# NGC 4726
NGC 4726 is een lensvormig sterrenstelsel in het sterrenbeeld Raaf. Het hemelobject werd in 1882 ontdekt door de Duitse astronoom Ernst Wilhelm Leberecht Tempel.

## Synoniemen
- PGC 926789